# Megophrys obesa
Espèce
Megophrys obesa est une espèce d'amphibiens de la famille des Megophryidae.

## Répartition
Cette espèce est endémique du Guangdong en République populaire de Chine. Elle se rencontre dans le xian de Fengkai.

## Description
Les femelles mesurent entre 37,5 et 41,2 mm et le mâle  35,6 mm. Leur corps est un peu petit et gros, le museau rond en vue dorsale, le canthus rostralis est bien développé, les membres postérieurs courts.

## Publication originale
- Li, Jin, Zhao, Liu, Wang & Pang, 2014 : Description of two new species of the genus Megophrys (Amphibia: Anura: Megophryidae) from Heishiding Nature Reserve, Fengkai, Guangdong, China, based on molecular and morphological data. Zootaxa, no 3795, p. 449–471.